# To the Aid of Stonewall Jackson
Pour plus de détails, voir Fiche technique et Distribution.
To the Aid of Stonewall Jackson est un film américain produit par Kalem, réalisé par Sidney Olcott et sorti en 1911 avec Gene Gauntier comme actrice principale. Une histoire de la Guerre de Sécession.

## Fiche technique
- Titre original : To the Aid of Stonewall Jackson
- Réalisation : Sidney Olcott
- Société de production : Kalem
- Pays :  États-Unis
- Longueur : 1005 pieds
- Dates de sortie : 1911

## Distribution
- Gene Gauntier : Nan, l'espionne

## Anecdotes
Le film a été tourné à Jacksonville, en Floride, où Kalem dispose d'un studio, les mois d'hiver.